# Tanah Tinggi (Tapung Hilir)
Tanah Tinggi is een bestuurslaag in het regentschap Kampar van de provincie Riau, Indonesië. Tanah Tinggi telt 2136 inwoners (volkstelling 2010).